# 3年D班玻璃假面
《3年D班玻璃假面》（日語：3ねんDぐみガラスの仮面）是日本漫畫家美內鈴惠以漫画《玻璃假面》为原作的玻璃假面40周年纪念作品， 2016年10月开始播放电视动画，每集约5分钟。

## 登场人物
北岛真夜
声优：阿澄佳奈
姬川亚弓
声优：大久保瑠美
月影千草
声优：田中敦子
樱小路优
声优：梶裕貴
速水真澄
声优：小野大輔

## 制作人员
- 监修：美內鈴惠
- 导演：町田道雄
- 系列构成・脚本：三重野瞳
- MMD导演：ポンポコP
- CG角色设计・建模：キオ
- 音乐：野中“まさ”雄一
- 制片人：芦塚明子、小竹諒
- 动画制作：DLE

## 主题曲
片尾曲“黄昏的终结（黄昏のエンド）”
作詞、作曲：町田道雄，編曲：野中"まさ"雄一，主唱：北岛真夜、姬川亚弓、樱小路优(阿澄佳奈、大久保瑠美、梶裕貴)

## 各话列表
| 話數   | 日文標題 |
| ------ | -------- |
| 第01話 |          |
| 第02話 |          |
| 第03話 |          |
| 第04話 |          |
| 第05話 |          |
| 第06話 |          |
| 第07話 |          |
| 第08話 |          |
| 第09話 |          |
| 第10話 |          |
| 第11話 |          |
| 第12話 |          |
| 第13話 |          |

## 播放电视台
| 播放地区 | 播放电视台   | 播放日期         | 播放时间          | 所属联播网 |
| -------- | ------------ | ---------------- | ----------------- | ---------- |
| 东京     | 东京MX       | 2016年 10月3日 - | 星期一21:55-22:00 | 独立事务局 |
| 日本     | niconico动画 | 2016年 10月3日 - | 星期一21:55更新   | 网络播放   |
| 日本     | YouTube      | 2016年 10月3日 - | 星期一21:55更新   | 网络播放   |